# Nhóm ngôn ngữ Malay-Sumbawa
Nhóm ngôn ngữ Malay-Sumbawa là một phân nhóm được đề xuất trong ngữ hệ Nam Đảo, là sự kết hợp nhóm ngôn ngữ Malay và nhóm ngôn ngữ Chăm với các ngôn ngữ ở Java và miền tây quần đảo Sunda Nhỏ, ngoại trừ tiếng Java (Adelaar, 2005). Nếu hợp lệ, nó sẽ là một họ được chứng minh lớn nhất của ngữ tộc Malay-Polynesia ngoài Ngữ chi Châu Đại Dương.
Tuy nhiên, nhóm con Malay-Sumbawa không được chấp nhận rộng rãi, trong đó có  phản đối của Blust (2010) và Smith (2017).
- Malay-Sumbawan
  - Tiếng Sunda (1 hoặc 2 ngôn ngữ ở miền tây Java; bao gồm cả tiếng Baduy)
  - Tiếng Madura (2 ngôn ngữ ở miền đông Java và đảo Madura, bao gồm cả tiếng Kangean)
  - Malay-Chăm-BSS:
    - Chăm (một số ngôn ngữ, bao gồm tiếng Aceh ở Aceh của Indonesia và tiếng Chăm ở miền nam Việt Nam, Campuchia và đảo Hải Nam của Trung Quốc)
    - Malay (một nhóm ngôn ngữ phân tán ở miền tây Borneo và miền trung Sumatra, bao gồm tiếng Malay (tiếng Malaysia/tiếng Indonesia), tiếng Minangkabau ở miền trung Sumatra và tiếng Iban ở miền tây Borneo)
    - Bali–Sasak–Sumbawa (3 ngôn ngữ)

Tiếng Java nhất thiết nên loại ra; những điểm tương đồng giữa tiếng Java và các ngôn ngữ Bali-Sasak chủ yếu giới hạn trong ngữ vực 'cao', và biến mất khi ngữ vực 'thấp' được lấy làm đại diện cho ngôn ngữ. Điều này tương tự như trường hợp của tiếng Anh, nơi từ vựng 'tinh tế' hơn cho thấy mối liên hệ với tiếng Pháp, nhưng ngôn ngữ ở dạng "cơ bản" thể hiện mối quan hệ gần gũi hơn với các ngôn ngữ German như tiếng Đức và tiếng Hà Lan. Tiếng Moken cũng bị loại trừ.
Tiếng Sunda dường như chia sẻ những biến âm với tiếng Lampung, nhưng tiếng Lampung không phù hợp với phân loại nhóm ngôn ngữ Malay-Sumbawa của Adelaar.